# داني غريفين
داني غريفين (بالإنجليزية: Danny Griffin)‏ (10 أغسطس 1977 ببلفاست في المملكة المتحدة - ) هو لاعب كرة قدم أيرلندي شمالي في مركز الدفاع. شارك مع منتخب أيرلندا الشمالية لكرة القدم. أما مع النوادي، فقد لعب مع دندي يونايتد وسانت جونستون وستوكبورت كونتي ونادي أبردين ونادي دندي ونادي روس كاونتي ونادي اربوراث ونادي ليفينغستون لكرة القدم.

## مسيرته الكروية
لعب داني غريفين خلال مسيرته الاحترافية مع 8 أندية في عشرون موسمًا وسجل خلالها 9 أهداف ضمن 342 مباراة. ولم يفز بأي موسم بالكأس أو بالدوري.
خاض داني غريفين مسيرته مع نادي سانت جونستون في موسم 1994–95 ليلعب معه ستة مواسم، مشاركًا في 122 مباراة سجل خلالها 3 أهداف. ثم انتقل إلى نادي دندي يونايتد في موسم 2000–01 ليلعب معه أربعة مواسم، حيث شارك في 77 مباراة سجل خلالها 4 أهداف. لينتقل بعدها إلى نادي ستوكبورت كونتي في موسم 2003–04 واستمر معه طيلة ثلاثة مواسم، مشاركًا في 35 مباراة سجل خلالها هدفًا واحدًا. ثم انتقل إلى نادي أبردين في موسم 2005–06 لمدة موسم واحد، مشاركًا في 10 مباريات ولم يسجل أي هدف. هذا وانتقل لاحقًا إلى نادي دندي في موسم 2006–07 ولمدة موسمين، مشاركًا في 32 مباراة ولم يسجل أي هدف أيضًا. ثم انتقل بعدها إلى نادي ليفينغستون لكرة القدم في موسم 2008–09 ولمدة موسمين، مشاركًا في 42 مباراة سجل خلالها هدفًا واحدًا. ليعود وينتقل من جديد، لكن هذه المرة إلى نادي اربوراث في موسم 2010–11 لمدة موسم واحد، مشاركًا في 18 مباراة ولم يسجل أي هدف.

## وصلات خارجية
- داني غريفين على موقع قاعدة بيانات كرة القدم.إي يو (الإنجليزية)
- داني غريفين على موقع ناشيونال فوتبول تيمز (الإنجليزية)
- داني غريفين على موقع Soccerbase.com (لاعب) (الإنجليزية)